# Београдски марш
Београдски марш је манифестација, коју је новембра 2016. године започело удружење Србски Светионик, а подразумева пешачење на релацији Авала - Ново Гробље, у дужини 20 км. Овом манифестацијом жели се указати поштовање према ослободиоцима престолнице Србије у Првом светском рату, када је више хиљада ратника дало свој живот. Ово је само један од сегмената деловања Србског Светионика, као поштовалаца славне историје нашег народа, у години када се обележавају стогодишњице Великог рата.

## Мотив
Мотив за одршавање ове манифестације јесте одавање захвалности јунацима Прве армије Војске Краљевине Србије који су ослободили Београд у јесен 1918. године. Они су неправедно скрајнути у ћошак историје, па на овај начин њима одужујемо дуг прецима.

## Организатор
Организатор марша је удружење Србски Светионик из Београда.

## Хронологија

### Први марш
Први Београдски марш је одржан у недељу 6. новембра 2016. године, када је препешачена маршрута од Новог Гробља (општина Звездара), до споменика Незнаном јунаку, на Авали (општина Вождовац). Трајало је неколико сати са две мање паузе. Број учесника је био двадесетак. На почетку марша, код споменика ослободиоцима 1918. положени су венци.
Завршетак је био на планини Авала, када је начињена једна групна фотографија. На првом маршу, код споменика ратницима 1912—1918, на Новом Гробљу одржан је краћи историјски час, на коме је Предраг Павловић, из удружења потомака и поштовалаца ослободилачких ратова 1912-1918, говорио о Великом рату и ослобођењу Србије 1918. 
Раширен је транспарент са ликовима пет војвода - Јанко Вукотић, Петар Бојовић, Живојин Мишић, Радомир Путник и Степа Степановић на коме је писало Ваша дела су бесмртна.

### Други марш
Други Београдски марш је одржан 5. новембра 2017. године.
Маршрута је ове године промењена у смислу да је почетак био на Авали код Споменика Незнаном јунаку, а завршетак код Новог гробља, на Звездари. Учесници су препешачили 22 километра. Учесника на почетку је било око 20, али се после у колони придружило још десетак.
Полицијска пратња је била читаво време марша, јер је и сам скуп био пријављен СУП Београд, као и Саобраћајној полицији.
Учесници су се кретали Булеваром Ослобођења (Општина Вождовац), где је направљена и прва пауза на Трошарини. Друга пауза била је код Храма Светог Саве где је код споменика Вожду Карађорђу начињена и једна фотографија.
Следећа пауза била је код Споменика Петру Бојовићу, код Каленић пијаце, где су учесници имали историјски час, који је одржао чика Вања Статимировић из Удружења потомака и поштовалаца Ослободилачких ратова 1912-1918. И ту је начињена групна фотографија.
На самом крају, код Споменика ослободиоцима Београда 1918 и ратницима 1912-1918, на Новом гробљу положени су венци славним прецима.

### Трећи марш
Трећи Београдски марш је одржан 11. новембра 2018. године, управо на 100. годишњицу победе у Великом рату... зато је Београдски марш постао и Марш победе.
Почетна тачка те године била је Споменик Незнаном јунаку на Авали, где су се учесници окупили и уз пратњу саобраћајне полиције Града Београда кренули ка центру града. Успут је направљено две паузе, једна у Јаинцима, а друга на Трошарини. Код Аутокоманде су нам се придружили парохијани из Гавриловског храма. 
Настављено је даље према плану.
На Врачару је направљено неколико стајања, мањих пауза. Прва код споменика трећепозивцима Војске Краљевине Србије... затим код споменика Вожду Карађорђу и трећа на Тргу Војводе Петра Бојовића. Тамо је одржан посебан историјски час од Александра Алемпијевића, који је говорио о биографији и доприносу нашег знаменитог војсковође.
Завршна етапа до Новог гробља је брзо препешачена, а онда на самом Новом гробљу је Отац Јован одржао код споменика прогнаницима од Октобарске револуције један краћи историјски час. 
Код споменика Ослободиоцима из Првог светског рата је одржан пригодан програм са рецитацијама, драмским игроказом, полагањем венаца и певањем песама из тога времена.

### Четврти марш
Четврти Београдски марш је одржан 10. новембра 2019. године, на 101. годишњицу победе у Великом рату...
Ове године је маршута била значајно другачија. Почетак је био у Кошутњаку, код Споменика браниоцима Београда из октобра 1915. године. Ту су организатори поздравили учеснике и направљен је договор са саобраћајном полицијом Града Београда. Деца су положила венац на споменик и одржан је минут ћутања.
После се кренуло у колони ка Топчидерском гробљу, где су учесници имали прилике да посете споменик Рудолфа А. Рајса, великог пријатеља нашег народа, који је дошао у Краљевину Србију 1914. године, на позив тадашње Владе, да би урадио форезничарске документе од цивила који су убијени од аустроугарске војске. Одржан је историјски час од организатора, а онда су учесници се спустили до Топчидерског парка, где су имали прилике да виде Рајсов споменик. Направљена је и лепа групна фотографија.
Следећа тачка марша била је управо Гавриловски храм, где је свештенство СПЦ служило помен јунацима Великог рата, односно ослободиоцима наше престонице. Отац Јован је одржао беседу тим поводом.
Спустили смо се до Аутокоманде, а онда као и раније до Храма Светог Саве, па до Трга Војводе Петра Бојовића, где је такође одржан историјски час о славном војсковођи. Завршетак је био на Новом гробљу, где је положен венац на Споменик ослободиоцима Београда у Првом светском рату. И ту је положен венац и одржана је беседа о Великом рату... како је почео, како је текао и како је завршио.

### Пети марш
Пети Београдски марш, односно Марш победе је заказан за недељу 1. новембар 2020. године.